# اوگنی چیگیشف
اوگنی چیگیشف (روسی: Евгений Александрович Чигишев؛ زادهٔ ۲۸ مهٔ ۱۹۷۹) وزنه‌بردار اهل روسیه است.
وی در مسابقات کشوری و بین‌المللی در مجموع برندهٔ ۳ مدال طلا، ۵ مدال نقره، ۱ مدال برنز شده‌است.